# 一滴の影響
『一滴の影響』（いってきのえいきょう）は、UVERworldの30枚目のシングル。2017年2月1日にgr8!recordsから発売された。

## 背景とリリース
前作『WE ARE GO/ALL ALONE』からおよそ6か月ぶりとなる2017年第一弾シングル。表題曲の「一滴の影響」はMBS・TBS系アニメ『青の祓魔師 京都不浄王篇』のオープニングテーマに使用された。期間限定盤は『青の祓魔師』の書き下ろしアニメジャケットとなっており、過去にUVERworldが担当した主題歌「CORE PRIDE」「REVERSI」の2曲がカップリングとして収録されている。
キャッチコピーは、｢進んで行きなよ｣
| 形態           | 規格   | 規格品番    |
| -------------- | ------ | ----------- |
| 初回生産限定盤 | CD+DVD | SRCL-9353~4 |
| 通常盤         | CD     | SRCL-9355   |
| 期間生産限定盤 | CD     | SRCL-9356   |

## チャート成績
1月31日付のオリコンデイリーランキングでは2.2万枚を売り上げて2位にランクイン。翌日の2月1日付では1.1万枚を売り上げて1位を獲得した。シングルでのデイリー1位獲得は、2014年6月18日付で「7日目の決意」が首位になって以来、2年半ぶりの快挙となった。また、その後も三日連続で1位となり、数日シングルデイリ－ランキングでの1位は、「儚くも永久のカナシ」以来8年ぶりとなった。2月13日付の週間シングルランキングでは4.8万枚を売り上げて2位にランクイン。また、アニメ週間チャートにおいては「僕の言葉ではない これは僕達の言葉」以来となる1位を獲得した。
ビルボードにおいてはTop Singles Salesにて初の1位を獲得した。

## 収録内容

### 初回生産限定盤・通常盤
| 全編曲: UVERworld & 平出悟 (#3を除く)。 |                                         |                 |                           |                  |       |
| #                                       | タイトル                                | 作詞            | 作曲                      |                  | 時間  |
| 1.                                      | 「一滴の影響」                          | TAKUYA∞         | 彰 / TAKUYA∞              |                  | 4:51  |
| 2.                                      | 「エミュー」                            | TAKUYA∞         | TAKUYA∞                   | 追加詞: 有坂美香 | 3:37  |
| 3.                                      | 「Forever Young」(AK-69 feat.UVERworld) | AK-69 / TAKUYA∞ | RYUJA / AK-69 / UVERworld |                  | 4:00  |
| 合計時間:                               | 合計時間:                               | 合計時間:       | 合計時間:                 | 合計時間:        | 12:29 |

| 監督: 高野功 (IKIOI) / Akihiko Ito。 |                  |      |            |
| #                                    | タイトル         | 作詞 | 作曲・編曲 |
| 1.                                   | 「ハイ！問題作」 |      |            |
| 2.                                   | 「Ø choir」      |      |            |

### 期間生産限定盤
| 全作詞: TAKUYA∞、全編曲: UVERworld & 平出悟。 |                             |           |              |                  |      |
| #                                             | タイトル                    | 作詞      | 作曲         |                  | 時間 |
| 1.                                            | 「一滴の影響」              | TAKUYA∞   | 彰 / TAKUYA∞ |                  | 4:51 |
| 2.                                            | 「エミュー」                | TAKUYA∞   | TAKUYA∞      | 追加詞: 有坂美香 | 3:35 |
| 3.                                            | 「CORE PRIDE」              | TAKUYA∞   | 彰 / TAKUYA∞ |                  | 4:18 |
| 4.                                            | 「REVERSI」                 | TAKUYA∞   | 彰 / TAKUYA∞ |                  | 4:50 |
| 5.                                            | 「一滴の影響 (short ver.)」 | TAKUYA∞   | 彰 / TAKUYA∞ |                  | 1:30 |
| 合計時間:                                     | 合計時間:                   | 合計時間: | 合計時間:    | 19:06            |      |

## 楽曲解説
一滴の影響
アニメ『青の祓魔師 京都不浄王篇』の主題歌。同作品の主題歌担当は本作で3回目。「イナズマロックフェス2016」への出演予定が、雷雨のため中止になった悔しさがきっかけとなった曲。YouTubeには三種類のMVがアップされている。MV映像およびアルバムバージョンのみサックスパートが設けられている（ただしアルバムバージョンは間奏のサックスが削除された）。
2016年のアリーナツアーにて、未発売曲としてすでに演奏されていた。
エミュー
映画『新宿スワンII』の挿入歌。同作品の挿入歌担当は本作で2回目。2016年のアリーナツアーにて披露されていた。前にしか進めないというエミューの習性がUVERworldらしいとcrew（UVERworldのファンの名称）から共感を得た。歌詞の一部に映画での台詞が含まれている。冒頭の高音ボーカルは有坂美香が担当。
Forever Young (AK-69 feat.UVERworld)
「一滴の影響」と同じく2016年のアリーナツアーにて、すでに未発売曲として演奏されていた。AK-69が参加しており、彼のアルバム『DAWN』に収録された。MVが存在する。互いのファンへ向け「RockとHip-Hopをジャンルで分けて欲しくない」との思いから、コラボに至った。AbemaTVオリジナルドラマ『会社は学校じゃねぇんだよ』主題歌に使用された。朝倉海が入場曲として使用、この曲を由来とした競走馬もいる。

## タイアップ
| 年     | 楽曲                                 | タイアップ                                                |
| ------ | ------------------------------------ | --------------------------------------------------------- |
| 2017年 | 一滴の影響                           | MBS・TBS系アニメ『青の祓魔師 京都不浄王篇』主題歌         |
| 2017年 | エミュー                             | 映画『新宿スワンII』挿入歌                                |
| 2018年 | Forever Young (AK-69 feat.UVERworld) | AbemaTVオリジナルドラマ『会社は学校じゃねぇんだよ』主題歌 |
| 2021年 | Forever Young (AK-69 feat.UVERworld) | ABEMA「会社は学校じゃねぇんだよ 新世代逆襲編」主題歌      |

## カバー
- 松山ダリア（根岸愛） - ゲーム『D4DJ Groovy Mix』に収録（2023年5月6日追加）[8]。